# Christkönigkreuz
Das Christkönigkreuz ist ein Friedhofskreuz aus Holz vom Josef Picker in Füchtorf, dass von 1925 bis 1952 auf dem Friedhof von Füchtorf stand. Das Kreuz befindet sich heute in Privatbesitz.

## Beschreibung

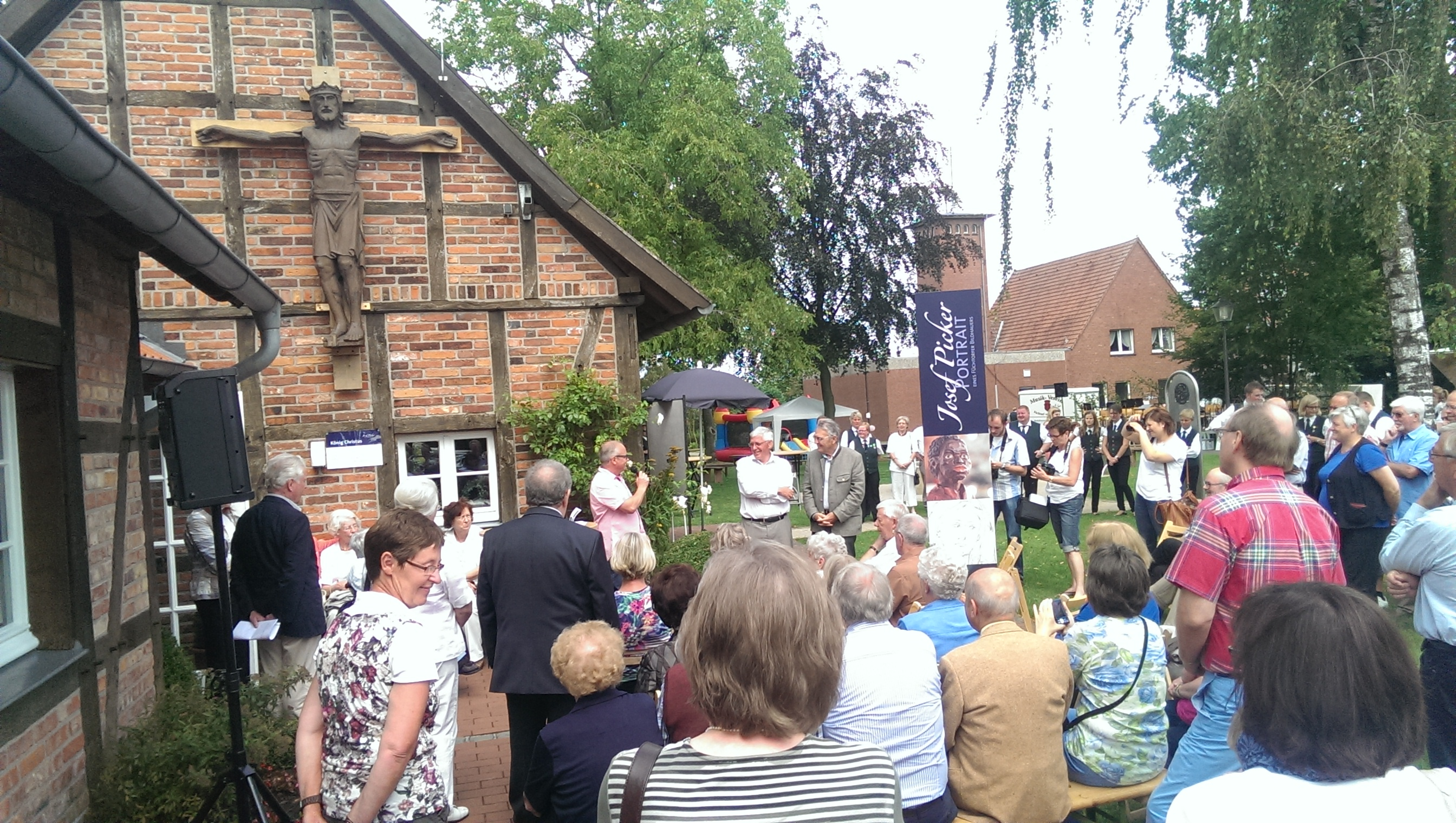
Das Christkönigkreuz am Giebel des Heimathauses Füchtorf (2014)

Das Kreuz war auf einem klinkergemauerten Sockel errichtet und hatte eine Gesamthöhe von ca. 4 Metern; der Christuskorpus war lebensgroß. Der Künstler hat Christus als König und als den Überwinder des Todes dargestellt. Er ist weniger der Gekreuzigte, sondern der Auferstandene und hängt nicht als Leichnam am Kreuzesstamm, sondern steht aus eigener Kraft. Auch trägt er nicht mehr die Dornenkrone, sondern eine Königskrone und damit das Herrschaftssymbol des Gottesreichs; sein Antlitz lässt die Züge der Ergebung und Vollendung erkennen. So hebt sich das Kreuz von der Erdenschwere der Gräber im Hintergrund ab und strebt gen Himmel, nimmt also Christi Himmelfahrt gleichsam vorweg.

## Geschichte
Nach einer Gasvergiftung im Ersten Weltkrieg gelobte der Künstler, er werde, wenn er den Krieg überlebe, sich der Schaffung religiöser Werke widmen. 

„Er wollte – auch aus seinen Kriegserfahrungen heraus – ein Zeichen für den lebenden Christus König setzen.“

 Als der Künstler nach Abschluss seiner Ausbildung und seiner Wanderjahre 1925 in das heimatliche Füchtorf zurückgekehrt war, gewann er die Familie Thumann zum Stifter. Da Picker im Jubeljahr zur Errichtung des Christkönigsfest an einer Romwallfahrt teilgenommen hatte, orientierte er sich an romanischen Kreuzen, die durch das Christkönigsfest Pius XI. eingeführt wurde. So wurde das neoromanische Kreuz auf dem Füchtorfer Friedhof errichtet, bis es 1952 ein schwerer Sturm niederlegte.
Das Kreuz wurde nicht wieder aufgestellt und lag bis 1977 auf dem Orgelboden der St. Mariä Himmelfahrt-Kirche; schließlich ging es in den Familienbesitz der Familie Potthoff über, die es restaurierten. Familie Potthoff hatten ihr Heiligenhäuschen wegen Baufälligkeit beseitigen müssen. Seitdem suchte besonders Mutter Josefa Potthoff nach einem neuen religiösen Bildwerk für ihr Anwesen. Man erinnerte sich des Christuskorpus, der anlässlich eines Pfarrfestes im Turm der Füchtorfer Pfarrkirche entdeckt wurde. Pfarrer Hagedorn und der Pfarrgemeinderat hatten nichts dagegen einzuwenden, dass die Jesusfigur, die auf dem Füchtorfer Friedhof einem Steinkreuz hatte weichen müssen, wieder öffentlich zu Ehren kam. Sie stellten der Familie Potthoff das Bildwerk zur Verfügung. Von einem eichenen Christus war damals jedoch nichts mehr zu erkennen: Er war mit teerfarbenen Anstrichmitteln behandelt und pechschwarz. In mühseliger Kleinarbeit und mit Nachbarschaftshilfe wurde die Farbschicht entfernt, bis sich das Kunstwerk wieder im freundlichen Ton des natürlichen Eichenholzes zeigte. Zum Schutz gegen Witterungsschäden erhielt der Jesus-Kopf eine Bleiabdeckung, die waagerechten Flächen des Kreuzbalkens eine Aluminiumauflage. An einem massiven Eichenkreuz wurde der zwei mal zwei Meter große Christuskorpus auf dem Hof Potthoff aufgestellt.
Schließlich wurde der Korpus anlässlich der Eröffnung der Picker-Ausstellung am 10. August 2014 in Füchtorf an einem neuen, wesentlich kleineren Kreuz am Giebel des Heimathauses ausgestellt.
Dann wurde es vom Bildhauer Willi Potthoff aus Clarholz erneut restauriert und im Turm der St. Mariä Himmelfahrt-Kirche aufgerichtet.
Das Motiv des Christkönigkreuzes wurde von dem Künstler mehrfach wieder aufgegriffen. Die Idee der lebensgroßen Kreuzigungsdarstellung griff später sein Lehrer Franz Guntermann wieder auf, der bei seiner Darstellung des Altarkreuzes von 1937 in der Liebfrauenkirche in Bielefeld die gleichen Dimensionen (Höhe 4,2 m) wie auch die gleiche Aussage, allerdings ohne Krone, wählte.